# Maciej Kosmala
Maciej Kosmala (ur. 23 stycznia 1988 w Częstochowie) – polski aktor telewizyjny, teatralny i dubbingowy oraz reżyser dubbingu.
W 2013 ukończył wrocławską filię wydziału aktorskiego Państwowej Wyższej Szkoły Teatralnej im. Ludwika Solskiego w Krakowie.
Jako aktor teatralny zadebiutował w listopadzie 2013 w warszawskim Teatrze Komedia w musicalu „Zorro”.

## Filmografia
- 2024: Komisarz Alex – doktor Szymon Budnicki (odc. 262)

- 2024: Matki pingwinów – nauczyciel wspomagający

- 2022: Herkules – Kamil Ziętek (odc. 3)

- 2022: Komisarz Mama – Miłosz Kaleta (odc. 19)

- od 2021: Dzielnica strachu – komisarz Rafał Nocoń

- 2021: Pierwsza miłość – literaturoznawca Władysław (odc. 3242, 3244)

- 2020: Archiwista – przewodnik chóru (odc. 6)

- 2020–2021, 2023–2024: Barwy szczęścia – Hieronim Bonda

- 2020: Ludzie i bogowie – Zbyszek „Portos” Trzmiel

- 2020: Ojciec Mateusz – Leszek Rucki (odc. 313)

- 2019: Na Wspólnej – prokurator

- 2019: W rytmie serca – Witold (odc. 55)

- 2018: Oko za oko – mecenas Konstanty Litwicki

- 2017: Lekarze na start – pacjent Maciej (odc. 19)

- 2015: Na Wspólnej – instruktor krav magi (odc. 2148)

- 2014: Komisarz Alex – Remek Barski (odc. 62)

- 2013: Ojciec Mateusz – Mariusz (odc. 118)

- 2011–2012: Julia – kucharz Esteban

- 2011–2012: M jak miłość – dziennikarz Kornel Bogucki

## Reżyseria dubbingu

### Filmy
- 2024: Emma i czarny jaguar
- 2023: Akademia Superbohaterów
- 2023: Asteriks i Obeliks: Imperium smoka
- 2023: Kosmici w mojej szkole
- 2023: Miraculous: Biedronka i Czarny Kot. Film
- 2023: Sposób na ducha
- 2023: Zadziwiający kot Maurycy
- 2022: Kopciuszek i kamień życia
- 2022: Guliwer
- 2022: Niezgaszalni
- 2022: Pan Zabawka
- 2021: Piotruś Pan i Alicja w Krainie Czarów
- 2021: Skarb Mikołajka
- 2020: Chłopiec i wilk
- 2020: Lassie, wróć!
- 2019: Agent Kot
- 2019: Bayala i ostatni smok
- 2019: Pinokio
- 2019: Playmobil: Film
- 2019: Salma w krainie dusz
- 2019: Turu. W pogoni za sławą
- 2019: Śnieżka i fantastyczna siódemka
- 2018: Asteriks i Obeliks: Tajemnica magicznego wywaru
- 2018: Młody geniusz i kłopotliwe wynalazki

### Seriale
- 2021: Kajko i Kokosz

### Gry komputerowe
- 2022: Outriders Worldslayer
- 2021: Marvel: Strażnicy Galaktyki
- 2021: Outriders
- 2020: Call of Duty: Warzone
- 2020: Iron Harvest
- 2018: FIFA 19
- 2018: God of War